# Mermelada (banda)
Mermelada fue un grupo musical español de Rock y Rhythm and blues, que se formó en torno a 1977, y estuvo en activo hasta 1994.
Su nombre original fue Mermelada de Lentejas y su líder fue Javier Teixidor. Aunque fueron contemporáneos de la mayor parte de los grupos de Rock urbano, su estilo, estética y sonido eran muy diferentes de los que caracterizaban al "Rollo"; estando mucho más cerca del Rock'n'roll clásico y, sobre todo, del rhythm and blues eléctrico y peleón. Hasta el punto de que, en sus primeros discos, se hace evidente la influencia de los británicos Dr. Feelgood. En ese sentido, y junto a otras bandas como Burning o Tequila podrían ser vistos como una especie de antecesores directos de la Movida madrileña. De hecho, llegaron a tocar en el Concierto homenaje a Canito, suministrando el equipo de amplificación de dicho concierto. Pero nunca formaron parte del movimiento (precisamente por ser anteriores cronológicamente).
Su primer álbum Coge el tren (1979) fue incluido en la lista de «Los 100 mejores discos de la historia del pop español» elaborada por Efe Eme y también listado en el libro introductorio a la música popular española de 201 discos para engancharse al pop/rock español (2006).
Tras su disolución, Javier Teixidor continuó su carrera musical con la formación en 1997 de J. Teixi Band, banda de rhythm and blues y soul; con notable influencia de la música negra americana.

## Integrantes
- Javier Teixidor (guitarra).
- Daniel Montemayor (bajo y acordeón).
- Antonio Yenes (batería).
- Javier Encinas (saxo y armónica).
- Antonio Melgar (batería).
- Juan Carlos Camacho (voz y guitarra).

## Trayectoria
Inicialmente denominados Mermelada de lentejas, en 1978 editaron su primer sencillo (Dame la botella y Marta) con el sello Chapa.
Rebautizados como Mermelada desde 1979, ese año publican dos nuevos singles y su primer álbum Coge el tren que contiene tanto temas propios como versiones. A finales de ese año entra en el grupo como bajista Jorge Lafuente sustituyendo a Daniel Montemayor durante dos años.
Tras sacar a la luz el álbum A punto en 1981,Javier Encinas y Antonio Yenes son sustituidos por Antonio Melgar y Juan Carlos Camacho firman nuevo contrato con la dioscográfica MR y editan Confianza (1983). A partir de 1985, y ya con Discos Victoria, editan sus siguientes tres álbumes.Volverían a grabar tres nuevos LP.
El 4 de agosto de 2017 fallece su batería Antonio Yenes.

## Discografía

### Álbumes de estudio
- Coge el tren (Zafiro, 1979).
- A punto (Zafiro, 1981).
- Confianza (Ariola, 1983).
- Recomendable (PDI-Victoria, 1986).
- Fiebre (PDI-Victoria, 1987).
- En el calor (PDI-Victoria, 1988).
- Seis y Nueve (Urantia, 1990).
- Nueve bajo cero (PDI-Victoria, 1992). Grabado en directo en el Club 9 bajo 0. Villarta de San Juan (Ciudad Real).
- Número uno (Don Lucena, 1994).

### Sencillos
- Dame la Botella/ Marta (1978). (como Mermelada de Lentejas)
- Coge el Tren/ Dime Cual es tu Comisión, Es Mejor Así/ O.M. (Single Doble) (1979).
- Bebiendo y Bailando/Sintonía (1979).
- Las 6 de la Mañana/Espero que Puedas ser Feliz (1979).
- Soy así/ FM Blues / No Dejes Nunca de Bailar (1981).
- Tan Solo/96 Lágrimas (1983).
- Confianza/ Pronto Pronto Quiero (1983).
- No Aprendí Bien/ Un Truco Más (1986).
- Al Corazón/ Se asustó (1986).
- Vuelvo a las Calles/Escucha Nena (1986).
- Fiebre/ No Está Mal (1987).
- Otra Ocasión/ Wooly Bully (1987).
- Sobrevivir/ En la Noche (1988).
- Sopla el Viento/ Triste (1988).
- No Vuelvo más (1990).
- Mary Mary (1990).
- Triste, Triste (1990).
- Algo de Ti (directo) (1992).
- Bésame o Déjame (1994).